# Passow (Meclemburgo-Pomerânia Ocidental)
Passow é um município da Alemanha localizado no distrito de Ludwigslust-Parchim, estado de Meclemburgo-Pomerânia Ocidental.
Pertence ao Amt de Eldenburg Lübz.